# Tetraulax
Tetraulax – rodzaj chrząszczy z rodziny kózkowatych. 

## Zasięg występowania
Przedstawiciele tego rodzaju występują w Afryce od Sierra Leone, Republiki Środkowoafrykańskiej i Kenii na północy po RPA na południu.

## Systematyka
Do Tetraulax należy 15 gatunków:
- Tetraulax affinis
- Tetraulax albofasciatus
- Tetraulax albolateralis
- Tetraulax albovittipennis
- Tetraulax gracilis
- Tetraulax junodi
- Tetraulax lateralis
- Tetraulax lateraloides
- Tetraulax maynei
- Tetraulax minor
- Tetraulax pictiventris
- Tetraulax rhodesianus
- Tetraulax rothi
- Tetraulax subunicolor
- Tetraulax unicolor